# The Sims
Симс (енгл. The Sims) је стратешка видео-игра, симулација живота, коју су осмислили и програмирали дизајнери Вил Рајт и компанија Максис (енгл. Maxis), а издао ју је Електроник Артс студио (енгл. Electronic arts). Игра је симулација свакодневних активности једног или више виртуелних људи (Симса, тј. Симова) у кућама у предграђу које се налази у близини Сим Ситија. Први је пут у продају пуштена 4. фебруара 2000. Заједно с додацима продата је у више од 25 милиона примерака. Од првог пуштања у продају игре „The Sims“ изашло је седам додатака и наставци игре: The Sims 2 и The Sims 3 са сопственим додацима.

## Преглед
Као и већина других Максисових игара, Симс се разликује од осталих рачунарских игара које имају јасно одређен циљ. Уместо тога, ова се игра базира на управљању живота виртуелних људи који се називају „Симси“ или „Симови“, а играч добија контролу над њиховим светом и дневним активностима као што су спавање, храњење, кување, купање и друге, круцијалне ствари у свакодневном животу. Вил Рајт, дизајнер игре, о њој је говорио као о „дигиталној кућици за лутке“. Иако се играчи охрабрују да стварају сопствене ликове, популарност су стекли и многи већ створени ликови који долазе с игром, нпр. породице Гот (енгл. Goth) и Њуби (енгл. Newbie).

## Извори и развој
Идеју за игру Симс, Вил Рајт је добио након пожара у Оукланду 1991. када је изгорела његова кућа, а заједно с њом и већина његових ствари. Због тога се, заједно с породицом, морао преселити и поновно изградити свој живот. Ти догађаји су га довели до инспирације за стварање рачунарске игре која би симулирала живот. Игра се уз то базира и на Сим Ситију (енгл. Sim City), још једној рачунарској игри коју је дизајнирао Вил Рајт, а у којој играч управља градом и његовим грађанима.
Вил Рајт је Максису први пут представио идеју виртуелне „куће за лутке“ 1993, док је још развијао своју идеју, а радници компаније су предлог дочекали скептично; средином 1990-их сматрало се да рачунарски хардвер није способан за извођење таквих симулација. Ипак, 1995. је Електроник Артс (ЕА) понудила Рајту да настави са развојем идеје, коју ће затим објавити ЕА. Развијање игре, која је у почетку била позната као Пројекат X, започело је 1995.
Године 1997. име пројекта промењено је у Симс као асоцијација на остале, релативно успешне, Сим игре из средине 1990-их. Пре успеха игре након њеног пуштања у продају 2000, ЕА је веровао да ће Симс подбацити.

## Опис
Уместо задатих циљева, играчи се охрабрују да доносе властите одлуке и да се потпуно укључе у интерактивну околину. Због чега је игра привукла обичне играче. Једини прави циљ игре је организовање времена „Симова“ како би они могли остварити циљеве и напредовати у животу. Симови имају одређену количину слободне воље (уколико играч укључи ту опцију) и иако им играч нареди да нешто учине, они могу сами одлучити треба ли се пре тога обавити нешто важније или чак могу игнорисати играчеве наредбе. Играч мора доносити одлуке о времену које ће Симови проводити вежбајући, читајући, градећи своју креативност и логику.
Током дана потребно је одвојити време и за основне потребе као што су хигијена, спавање и храна. Ако симулирани људи не посвете довољно пажње тим основним потребама постоји могућност да се разболе, као и да умру. Осим тога, Симси треба и да се забављају; у противном ће њихов мотив забаве с временом постати веома низак и они ће пасти у депресију, али колико год постали депресивни, то се да лако исправити, и неће се десити ништа страшније од одбијања одласка на посао и одбијања учења.
Могу, међутим, бити непристојни и груби према другим Симовима, вређати их или чак нападати, али и бити у романтичној или чак користољубивој вези. Финансијско се „здравље“ симулира потребом да Симови нађу посао и редовно одлазе радити, плаћањем рачуна и коришћењем вештина и друштвених контаката како би напредовали на послу.
Уз то, игра укључује и веома напредан састав архитектуре. Игра је у оригиналу дизајнирана само као симулација архитектура, са Симовима само како би процењивали куће. Током развоја одлучено је да су Симси забавнији од кућа. У Максисовим играма често долази до промене игара. Тако је Сим Сити у оригиналу дизајниран као метода којом су програмери стварали градове за бомбашке игре које је Рајт стварао.
Презентација вештачке интелигенције у игри је веома напредна. Иако је често потребна интервенција играча како би остали на „правом путу“. Игра Симс, заправо има неограничен број путева којим играч може играти игру, па стога не може ни победити. Игра је често описивана више као играчка него као рачунарска игра. Постоје ограничења оригиналне игре Сомс и њених додатака, а највише се истиче чињеница да у првој серији деца нису могла одрасти, иако је новорођенче с временом постало дете. Такође, одрасли симсови никад не старе (или умиру од старости), а не постоје ни викенди, односно нерадни дани. Тако на пример одрасли Симсови сваког дана одлазе на посао, а деца сваког дана одлазе у школу. Међутим, узимање једног слободног дана од школе или с посла се толерише, али узимање два слободна дана има и своје последице као што је добијање отказа. Деца се могу и школовати код куће учећи током дана како би задржали добре оцене, али мање реалистично јесте то да они, упркос учењу, једном научено задржавају заувек!
Треба нагласити и да, за разлику од симулираних ликова у играма као што су Сим Сити, Сим Ерт или Сим Лајф, Симси нису сасвим аутономни. Они не могу обавити неке одређене задатке без посебне наредбе играча, као што је на пример плаћање рачуна. Због тога ће Симси, ако остану без надзора играча с временом накупити много неплаћених рачуна и остаће без куће.
Иако не постоје одређени циљеви игре, могуће је доживети неуспех, односно на неки начин изгубити, ако неки од Симсова умру. Типови смрти су: смрт узроковану глађу, дављењем, страдањем у пожару, струјним ударом или вирусом. Уз то, деца Симсова могу бити послата у војну школу, ако њихова оцена неколико дана остане негативна. Након одласка у војну школу, деца се никад не враћају породици. Иако се смрт Симса или одлазак у војну школу сматрају неуспехом, многи играчи се понекад намерно „лоше понашају“ према својим Симсовима како би видели реакције. То се може обавити без последица ако се игра након тога не сачува.
Игра Симс користи комбинацију 3D и 2D графике. Сами Симсови су направљени коришћењем 3D графике, док су сви предмети и околина направљени у две димензије, а наставак „Симс одмор“ (енгл. Vacation), доноси бројна побољшања у графици, као и 3D моделовање појединих објеката.
То што игра Симс у многим стварима верно оцртава стварност чини игру још квалитетнијом, поготово зато што су готово сви забавни програми и видео-игре користили један или више аспеката фантазије како би забавили публику (од ликова из Дизнијевих цртаних филмова до свемирских бродова). Ситуације из стварног живота као што су рађање деце или склапање нових пријатељстава једноставно замењују освајање бодова и побеђивање у игри.

## Симлиш
Симси говоре измишљени језик који се зове Симлиш енгл. Simlish. Тај језик није разуман и много дугује искусним синхронизаторима (Гери Лулор, Марк Гимбел, Стефан Керин и многи други), који су током снимања гласова за игру импровизовали.
Иако не постоји прави превод са Сим језика, многи обожаватељи су покушали снимити и написати речнике често коришћених речи. Многи су расправљали о сличности Сим језика с италијанским или латинским језиком, док су други сматрали како је језик сличан јапанском, ипак постоји и теорија да је за Сим језик коришћен језик домородаца са једног острва у Пацифику, мада ни једна од ових теза никада није потврђена. Многи сматрају да мора постојати основа, јер је савршена импровизација без смисла и текста скоро немогућа.

## Додаци
Симс је једна од игара с највише додатака односно експанзија. Овде је неведен потпуни попис додатака за игру The Sims (хронолошким редом):
1. или : додатак који је у Европи изашао августа 2000. Додати су нови предмети, догађаји и Симови, као и могућност игре у више суседства.
2. : додатак који је изашао марта 2001. Додати су предмети везани за забаве као што је плесни подијум.
3. : додатак који је изашао новембра 2001. Симовима је омогућено да позову друге Симове на састанак у новом градском центру.
4. или : додатак који је у Европи изашао марта 2002. Додатак омогућава играчима да Симове одведу на годишњи одмор и то на различите локације као што су плаже, шуме или планине.
5. : додатак који је изашао септембра 2002. Додатак омогућава Симовима да удоме и науче триковима кућне љубимце и проширује суседство које сада укључује и „Стари град“.
6. : додатак који је изашао маја 2003. Додатак омогућава Симовима посету „Студио граду“ (енгл. Studio Town) који је налик Холивуду, а Симови могу постати и нове звезде.
7. : додатак који је изашао октобра 2003: Додатак омогућава Симовима употребу магије и бацање чаролија, а постаје доступан и нови „Магични град“.

## Компилације
Игра Симс је доживела бројна издања. Та издања нису додаци, него компилације основне игре и неког од већ изданих додатака и додатног садржаја за игру. Та издања укључују:
1. : Издање из 2002. године, представља компилацију основне игре - додатка „The Sims: Livin' Large“, програма за стварање нове одеће „The Sims Creator“, 25 нових предмета и 50 нових одевних предмета. Многи обожаваоци негодовали су због тога што је ексклузивни садржај био доступан само купцима ове компилације.
2. : Издање из 2003. године, које укључује „The Sims Deluxe Edition“, „The Sims: House Party“ и ексклузивни садржај. За разлику од садржаја укљученог у „The Sims Deluxe Edition“, предмети из Dabl Deluksea могли су се бесплатно преузети са службених страница.
3. : Издање из 2004. године, које представља компилацију игара „The Sims“, „The Sims: Livin' Large“, „The Sims: House Party“ и „“.

Потпуна компилација основне игре и њених седам додатака:
1. ; Издање које је изашло новембра 2005. године у Северној Америци. Представља потпуну колекцију, која садржи оригиналну игру и свих седам додатака, додатне садржаје из Делукс Издања и Дабл Делукса, као и алат „The Sims Creator“. Ова компилација долази на четири диска. Иначе за Епл Мекинтош продаје се на једном диску.
2. : Издање које је изашло у Уједињеном Краљевству. Ово издање, тада најновија компилација је садржавало основну игру и свих седам додатака.
3. : Издање које је изашло у Аустралији. Аустралијско издање „Full House“ или Пуна кућа садржи основну игру, свих седам додатака и диск који најављује игру Симс 2. За разлику од америчког издања чији је садржај био на четири диска, ово је издање било на 12 дискова, с одвојеним додацима и основном игром.

## Компилације додатака
Компилација додатака пуштена је у продају 2005. године:
1. : састоји се од „“ и „“.
2. : састоји се од „“ и „“.
3. : састоји се од „“ и „“.

Друга колекција додатака из 2005. године:
1. састоји се од „“, „“ и „“.
2. састоји се од „“, „“ и „“.

## Наставци игре Симс

### 
У децембру 2002, Максис је издао Симс Онлајн (енгл. The Sims Online) рачунарску игру, која се игра преко интернета са већим бројем играча, који могу да међусобно комуницирају. Овај наставак није постигао исти успех као оригинална игра Симс. Посебно су занимљиве тврдње и извештаји да је заједница готово дошла до распада, нагињући све више анархији.
Максис је игру Симс 2 пустио у продају 14. септембра 2004. Наставак се у потпуности темељи на 3D графици, док је у оригиналној игри то била комбинација 2D и 3D графике. Остале промене у односу на оригиналну игру укључују старење од почетног узраста до одраслог доба, затим прелазак у старије животно доба, а са временом и умирање. У овој игри јасно су одређени дани у недељи са викендима, када деца не иду у школу, као и са данима за одмор током којих запослени Симови не иду на посао. Постоји и аспирацијски мерач, чија се казаљка мења зависно од остварених жеља или страхова и аспирацијски бодови који откључавају одређене награде, ако се оствари неки циљ као што је на пример рођење детета.
Сваки Сим може имати једну од седам аспирација која утиче на његове жеље и страхове. Током животних стадијума одојчади и деце, сви Симови теже одрастању. Радња (прича појединих суседстава) одвија се око 25 година након оригиналне игре и делом се наставља на игру Симс. Тако се на пример породица Плизнт (енгл. Pleasant) настанила у предграђу, а њихово породично стабло показује њихову повезаност са истоименом породицом из претходне верзије игре. Уз то, чланови Гот (енгл. Goth) породице су знатно остарели, док је Бела Гот мистериозно нестала (истакнуто је да се радило о отмици ванземаљаца, али постоји могућност да се њен лик врати у породицу).
Игра Симс 2 није компатибилна са садржајем првог дела игре Симс.
Постоје следећи додаци (експанзије) за игру Симс 2:
1. Симс 2: Универзитет - The Sims 2: University: Симови могу ићи на универзитет, образовати се, али и забављати.
2. Симс 2: Ноћно лудовање - : Симови могу изаћи у град и уживати у састанцима.
3. Симс 2: Бизнис - The Sims 2: Open for Business: Симови могу покренути сопствени бизнис.
4. Симс 2: Кућни љубимци - The Sims 2: Pets: Симови могу набавити животиње, попут паса и мачака.
5. Симс 2: Годишња доба - The Sims 2: Seasons: Почињу се мањати годишња доба у игри.
6. Симс 2: Путовање - : Симови опет могу ићи на пут.
7. Симс 2: Доколица - The Sims 2: FreeTime: Симови добијају разне хобије као што су плес, спорт, уметност.
8. Симс 2: Апартман - The Sims 2: Apartment Life: Више породица може живети у становима, под једним кровом.

Додаци (енгл. Stuff pack) који повећавају само количину садржаја као што су предмети и одећа, такђе су пуштени у продају. Изашли су следећи додаци за игру The Sims 2:
The Sims 3 је наставак игара The Sims и The Sims 2, из 2009. године. Игра је пуштена у продају 2. јуна 2009. у Северној Америци, 4. јуна 2009 у Аустралији и 5. јуна 2009 у Европи. Симс 3 се прави и за конзоле PlayStation 3, Xbox 360, Wii и Nintendo DS, за које ће бити пуштен у продају 26. октобра 2010.
The Sims 4 је најављен 6-тог маја 2013. Пуштен је у продају 2. септембра 2014. године.

## Конзоле
Игра Симс је пребачена на неке конзоле, иако се те видео-игре добро продају, њихов успех се не може упоредити с успехом оригинала намењених за личне рачунаре.
- (2003): Прва верзија игре Симс за конзолу и то за PlayStation 2. Касније је пуштена у продају и за Nintendo GameCube и Мајкрософт Xbox.
- (2003): друга верзија игре Симс за конзоле и то у RPG жанру. Циљ игре је довести Сима до усељења у Малколмову вилу, док игру могу играти и два играча.
- (2004): у овој верзији Симси су преименовани у Урбзе. Игра је смештена на различитим локацијама у Сим Ситију.
- : Прилагођен различитим конзолама које укључују Плејстшн 2, Мајкрософт Xbox, Nintendo GameCube, Сони PSP, Nintendo DS, Гејм Бој Advanc, Нинтендо Wii, као и неке врсте мобилних уређаја.

## Занимљивости и интерне шале

### Малколм Лендграб и шајни тингс ај-ен-си
Компанија „Малколм Лендграб и шајни тингс ај-ен-си“ (енгл. Malcolm Landgraab & Shiny Things Inc.) је име једне од индустријских зграда, која се уз име Мајкла Лендграба (или само презиме Лендграб) појављује већ у игри Сим Сити 3000. У игри Симс, Лендграб је шеф компаније „Shiny Things Inc“, произвођача кухињских помагала у игри. Као интерна шала, у игри Симс за конзоле Малколм Лендграб се појављује као отац играчевих безвредних цимера Дадлија и Мима Лендграба. У додатку за игру „The Sims: Hot Date“, један од шопинг центара у средишту града зове се Лендграб. Име се користи и у игри Симс 2, где постоји одређени број тавнија који се презивају Лендграб, а са додатком „The Sims: Open For Business“, долазе и Симови са именом Малколм Лендграб 4, који води ноћни клуб и трговину електронске опреме.

### Породица Гот
Породица Гот (енгл. Goth) (једна од породица која долази с оригиналном игром) чији су чланови Мортимер и Бела, брачни пар и њихова ћерка Касандра, заслужна је за одређену дозу црног хумора у игри зато што подстиче на смрт и очај у бројним ситуацијама. Готи представља групу адолесцената и младих људи који носе црну одећу и пишу мрачну и депресивну поезију или књижевност.
Супругово име Мортимер добијено је од латинског корена и француске речи, морт, што значи смрт. Супругино име Бела добијено је од латинског корена belli или bellum, што значи рат или борба (иако је то и италијанска реч која значи „лепа“). Такође, ћеркино име Касандра долази од грчког израза за „ону која збуњује/заробљава мушкарце“. Осим тога, дом породице Гот је веома налик уклетим вилама и чак има и мало гробље и духове који ноћу лелујају земљиштем.

### 100 дана у домаћинству
Кад породица проведе 100 дана у истом домаћинству играч ће добити поруку којом му се честита стоти дан, који његова породица проводи у кући, након чега следе занимљивости о игри, њеној продукцији и самим Симовима. То се наставља све док се не исцрпе занимљивости које би се могле приказати.

### Појављивања звезда
Током серије игара Симс појавило се много славних особа као што су Кристина Агилера, Аврил Лавињ, Енди Ворхол и Мерилин Монро у The Sims: Superstar. Уз то, са службених страница, су се, као додаци за Суперстар, могли преузети Џон Бон Џови, Ричи Самбора, Фреди Принц.